# خووخویتون
خووخویتون (انگلیسی: Khuvkhoitun) یک کوه آتشفشانی در شبه‌جزیره کامچاتکای کشور روسیه است.